# Zaadhuid

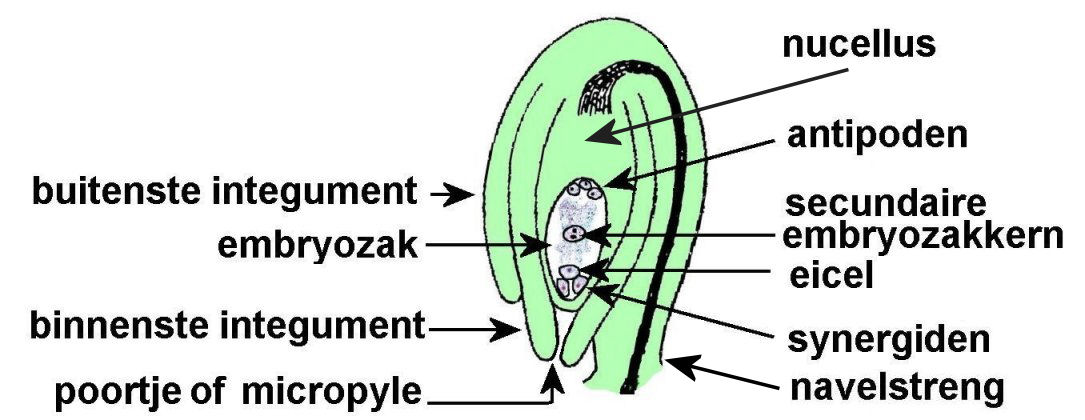
Schematische weergave van een zaadknop, met hierin zijn de integumenten met de kiemopening aangegeven

De zaadhuid, testa, episperm of verouderd spermoderm, tunica omringt en beschermt het embryo die zich binnenin het zaad bevindt tegen invloeden van buitenaf. Daarnaast zorgt het voor het overbrengen van signalen uit de omgeving naar de binnenkant van het zaad, waardoor het zaad gestimuleerd wordt om zijn stofwisseling aan te passen als reactie op veranderingen in de omgeving.
De zaadhuid vormt zich na de bevruchting van de zaadknop uit het integument of de twee integumenten dat de zaadknop omringt. De jonge zaadhuid bestaat uit dunwandige cellen met grote vacuolen. Naarmate de zaden rijpen, ondergaat de structuur van de zaadhuid verschillende veranderingen bij verschillende planten. Sommige lagen van het omhulsel kunnen verdwijnen, de structuur van de celwanden en de inhoud van de cellen veranderen. Vaak zijn de zaadhuidcellen gevuld met gekleurde stoffen, waardoor de zaadhuiden de zaadkleuren krijgen die kenmerkend zijn voor bepaalde soorten. Op de zaadhuid is een spoor zichtbaar, de navel, een litteken dat achterblijft op het zaad op de plaats waar het aan de zaadlijst heeft vastgezeten. De zaadhuid wordt onderbroken door de kiemopening (mycropyle), waardoor de kiemwortel tijdens de kieming als eerste naar buiten komt.
De zaadhuid moet voor de kieming door imbibitie water kunnen doorlaten. Bij sommige plantensoorten kan dit pas na een zaadbehandeling. Door scarificeren wordt een hardschalige zaadhuid doordringbaar voor lucht en water, waardoor kieming kan plaatsvinden. Bij sommige zaden wordt de zaadhuid pas doorlatend na stratificatie. Dit kan een koude stratificatie of een mechanische stratificatie zijn bijvoorbeeld door passage door een spijsverteringskanaal.
De zaadhuid kan hard en korstachtig zijn, houtachtig of botachtig, dun of zacht van huid, droog of, zeldzamer vlezig, kan ook uitgroeien tot vleugels of zelfs harig zijn.
Als de zaadhuid in twee verschillende, scheidbare lagen kan worden verdeeld, wordt de binnenste laag, gevormd door het binnenste integument, tegmen genoemd en de buitenste laag heet dan testa. Dit komt voor bij de zaden van de wonderboom en de pompoen.
De buitenste laag van de zaadhuid wordt de “exotesta” genoemd en de binnenste laag de “endotesta”. Daartussen kunnen zich een of meer lagen bevinden, die gezamenlijk mesotesta worden genoemd.
Als de zaadhuid erg hard is, wordt dit een sclerotesta genoemd. De harde schaal wordt vaak gevormd door de aan elkaar gegroeide zaadhuid en vruchtwand. De zaadhuid kan zich ook onderscheiden in een binnenste en harde, zeer houtachtige sclerotesta en een vlezige buitenste sarcotesta.
Als de zaadhuid een hoog gehalte aan suikers bevat, die bij het ontkiemen tot slijm opzwellen, wordt deze myxotesta (kleverige zaden) genoemd, zoals bij de tomaat en enkele andere soorten.
Bij de graanvrucht is de vruchtwand met de zaadhuid en de aleuronlaag vergroeid en wordt de zemel genoemd. Bij rijst wordt het geheel van vruchtwand met de zaadhuid en de aleuronlaag het zilvervlies genoemd. Psyllium is een in de handel verkrijgbaar laxeermiddel dat bestaat uit de zaadhuiden van de zaden van de plantensoorten Plantago ovata (Indische psyllum) en Plantago indica van het geslacht Weegbree. Het wordt gebruikt bij obstipatie, als een patiënt niet in staat is om op een andere manier voldoende vezels aan het dieet toe te voegen.
Naast het beschermen van het embryo, kan de zaadhuid de zaadverspreiding dienen door bepaalde structuren te vormen:
- de haren van het katoenzaad. Het zijn zachte, eencellige vezels, die uit de zaadhuid van de zaden groeien. Deze staan oorspronkelijk in dienst van de verspreiding van het katoenzaad door de wind (ook wel anemochorie genoemd).
- de haren op tomatenzaad bestaan uit spitse, longitudinale verdikkingen van de radiale wanden van de cellen van de myxotesta.
- de vleugels bij bijvoorbeeld gewone spurrie, vijfhelmige spurrie of groene trompetboom.

Zaden zonder zaadhuid zijn echter ook mogelijk, zoals bij het geslacht Santalum. Hier zitten de zaden in de stenige wand (endocarp) van een vlezige vrucht, zoals de stenige wand van een kersenpit, pruimenpit of die van de bramenpitten.

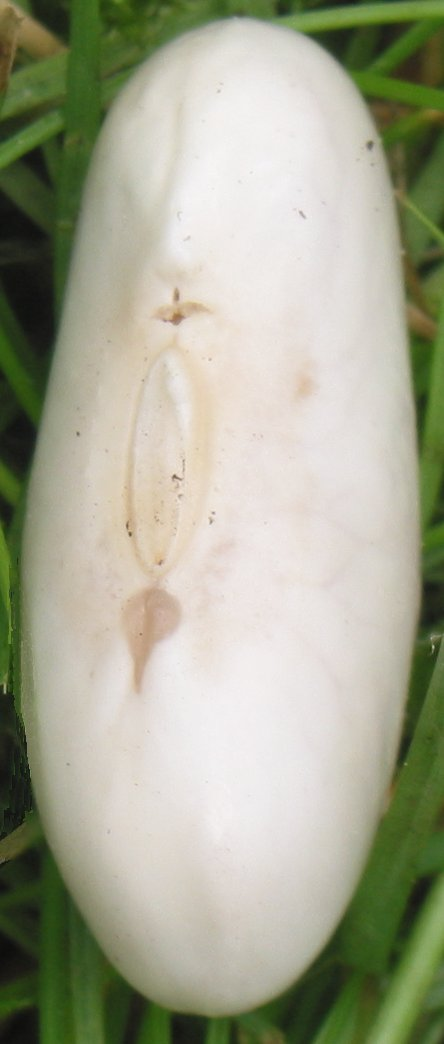
Zaad van pronkboon met navel. Boven de navel de kiemopening. Onder de navel de plaats waar de vaatbundel van de navelstreng eindigt.
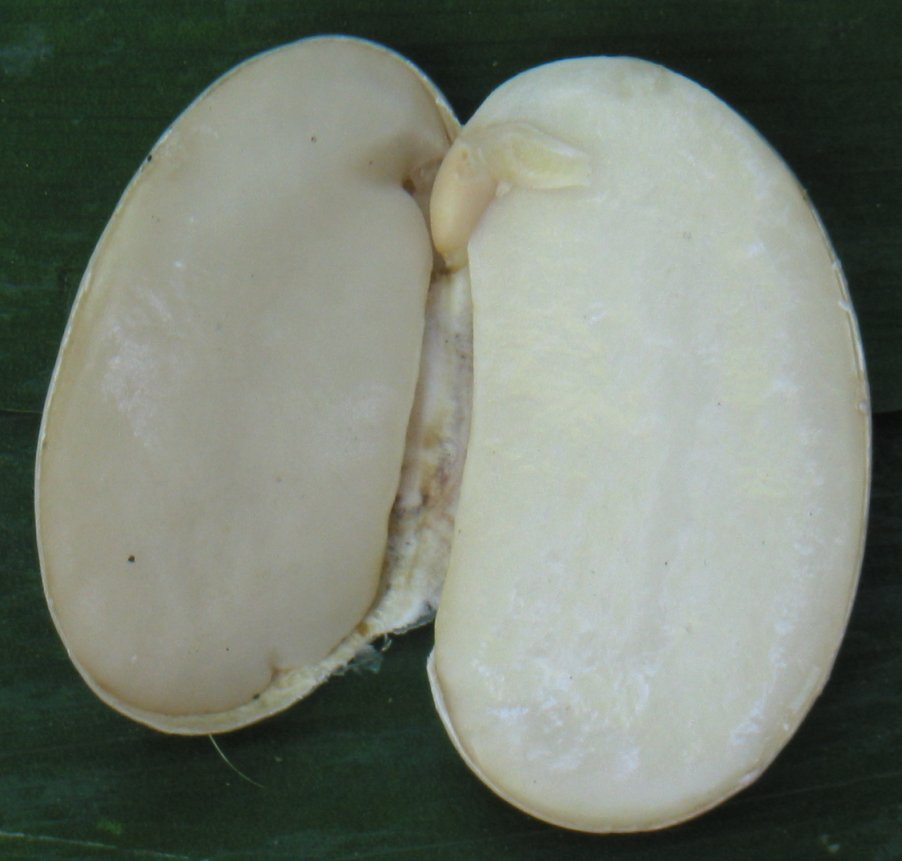
Opengesneden pronkboon waarbij de omringende zaadhuid tussen de zaadlobben is te zien.
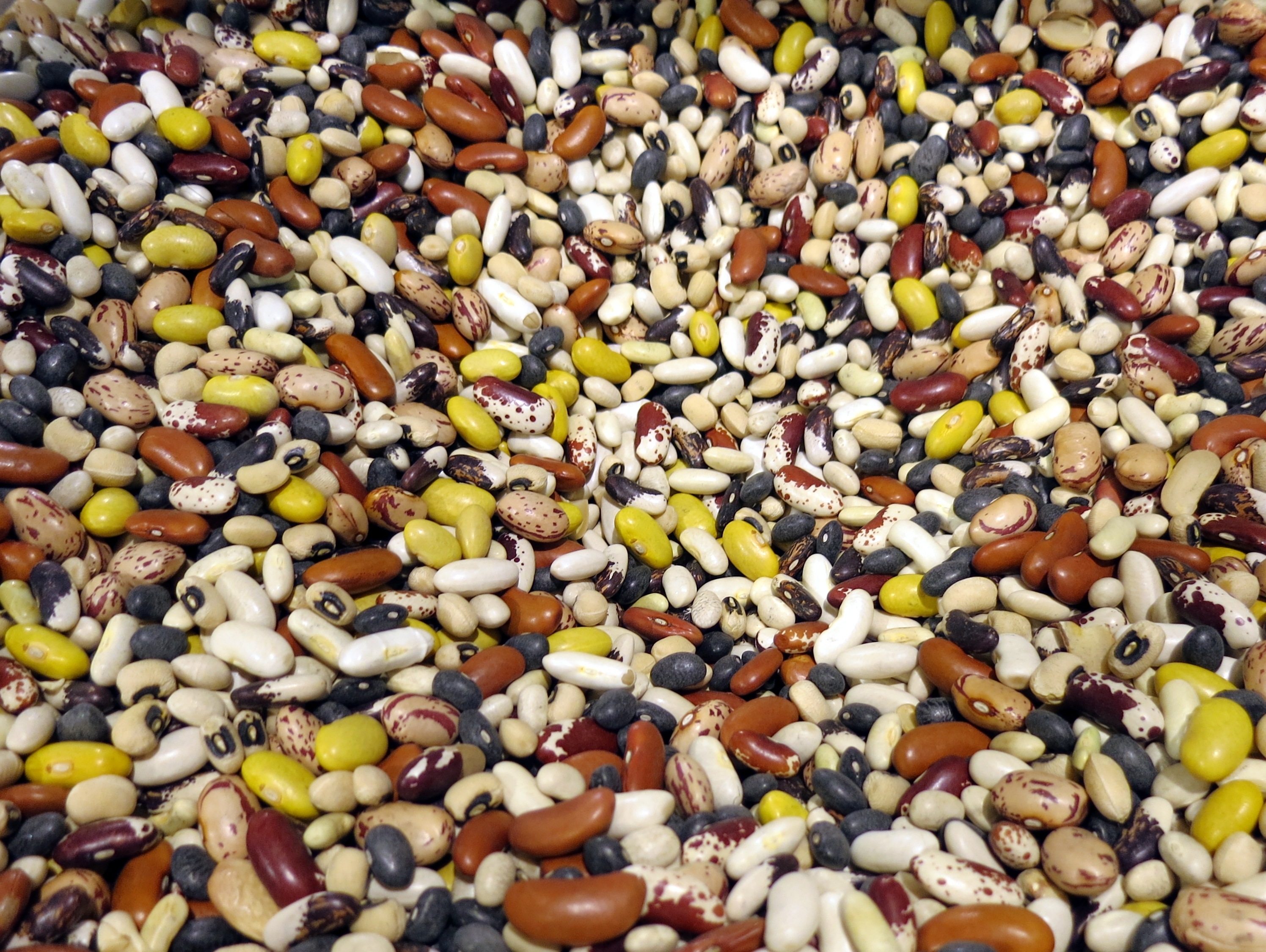
Phaseolus vulgaris-bonen met verschillend gekleurde zaadhuiden
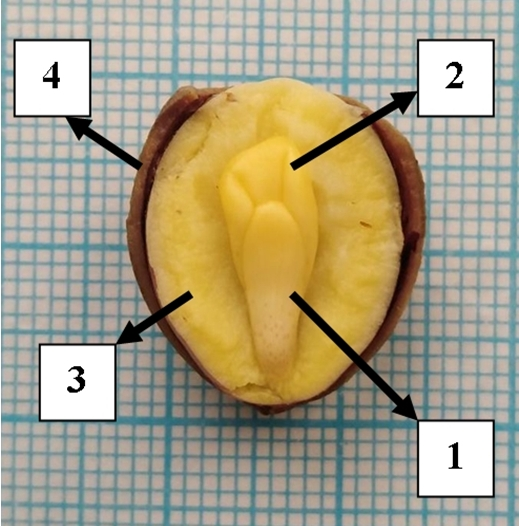
Vlezige zaadhuid (sarcotesta) bij de Japanse notenboom. 1 – worteltje, 2 – zaadlobben, 3 – endosperm, 4 – sarcotesta
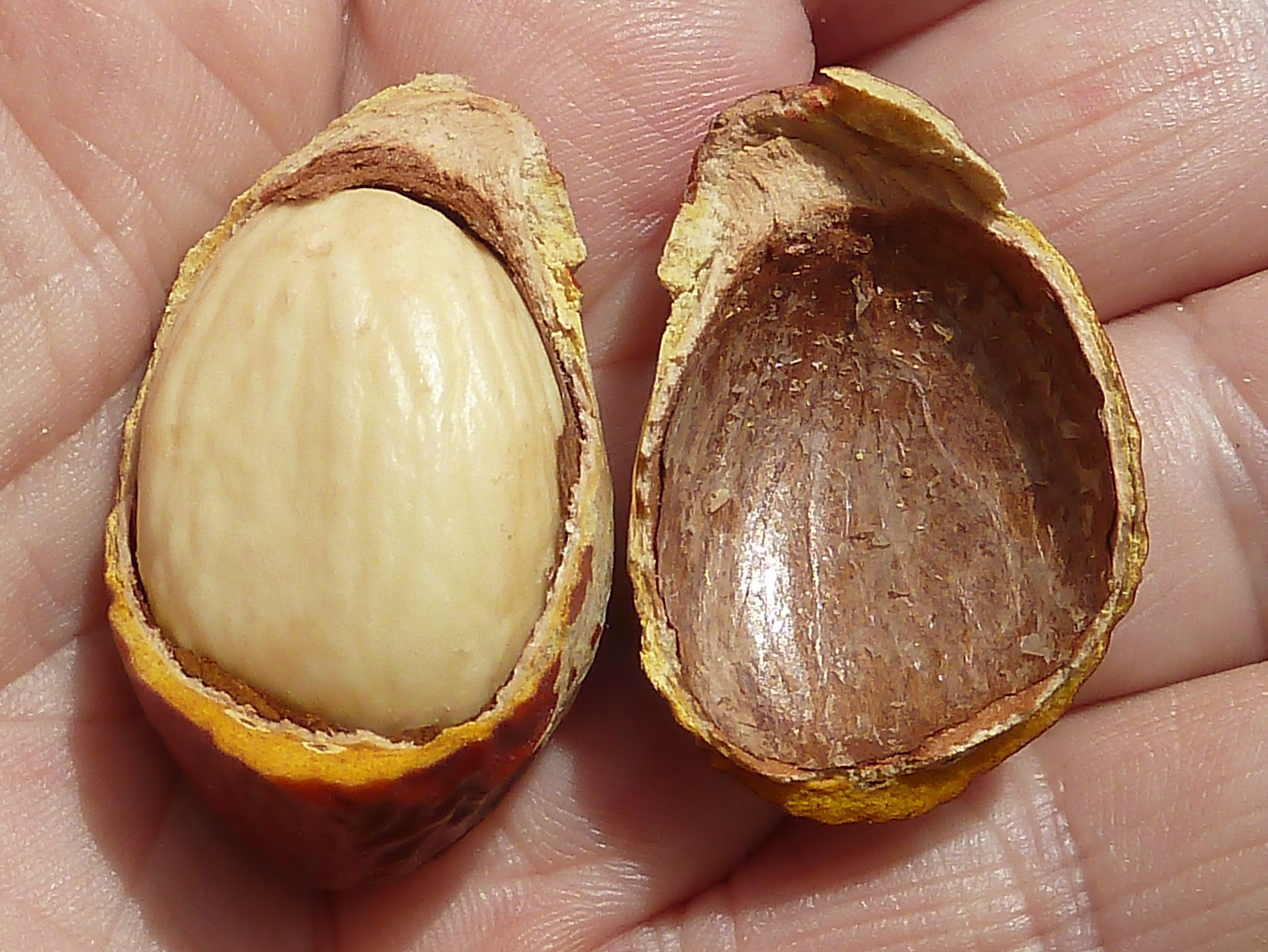
Zaad van Cycas revoluta met een middelste, verharde laag de sclerotesta en een buitenste, roodachtige laag de sarcotesta en een binnenste, vezelige laag de endotesta
Zaadknop van gymnospermen en angiospermen
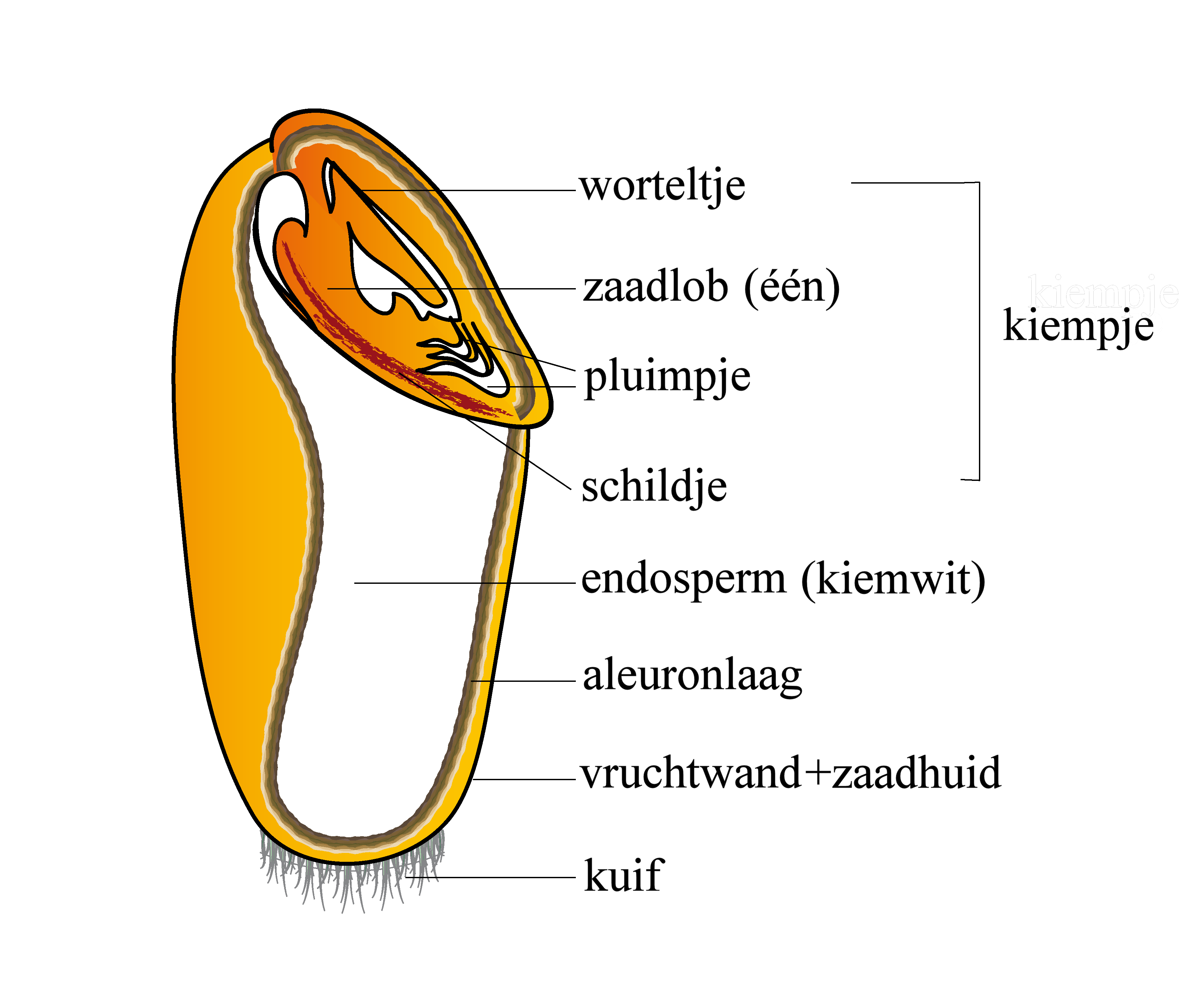
Tarwekorrel
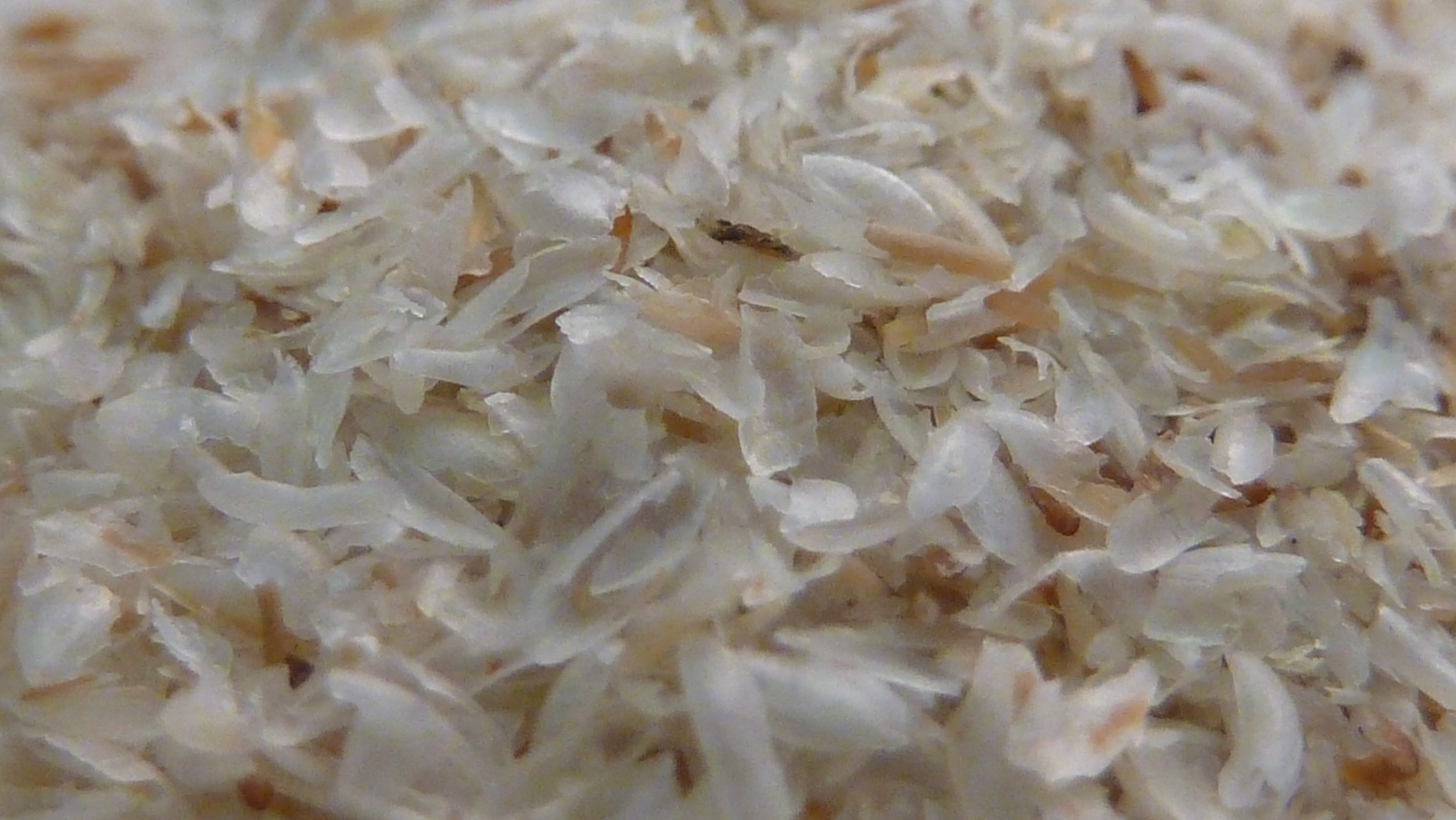
Psyllium (zaadhuiden van weegbree-soorten)
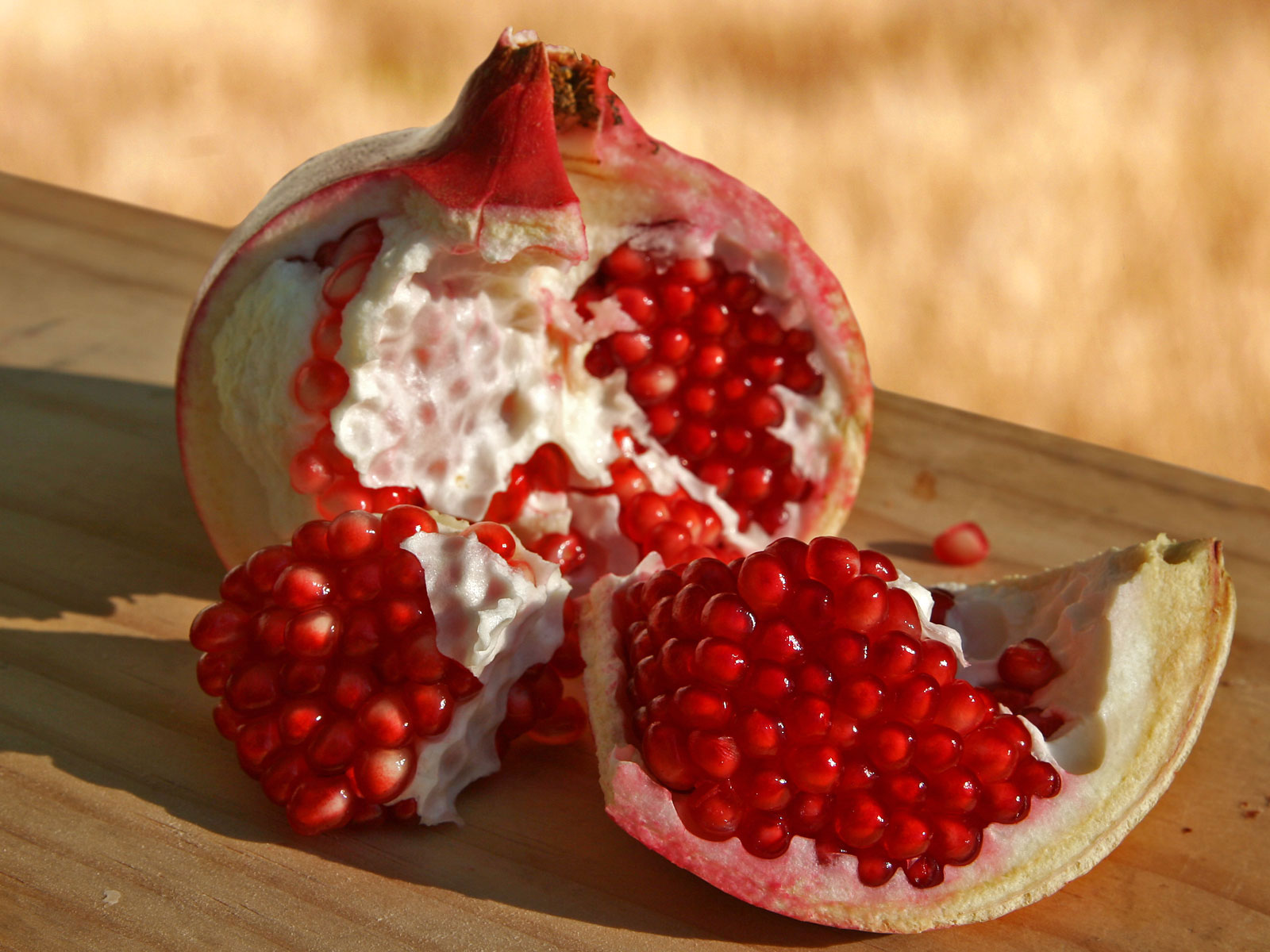
Sarcotesta bij granaatappel
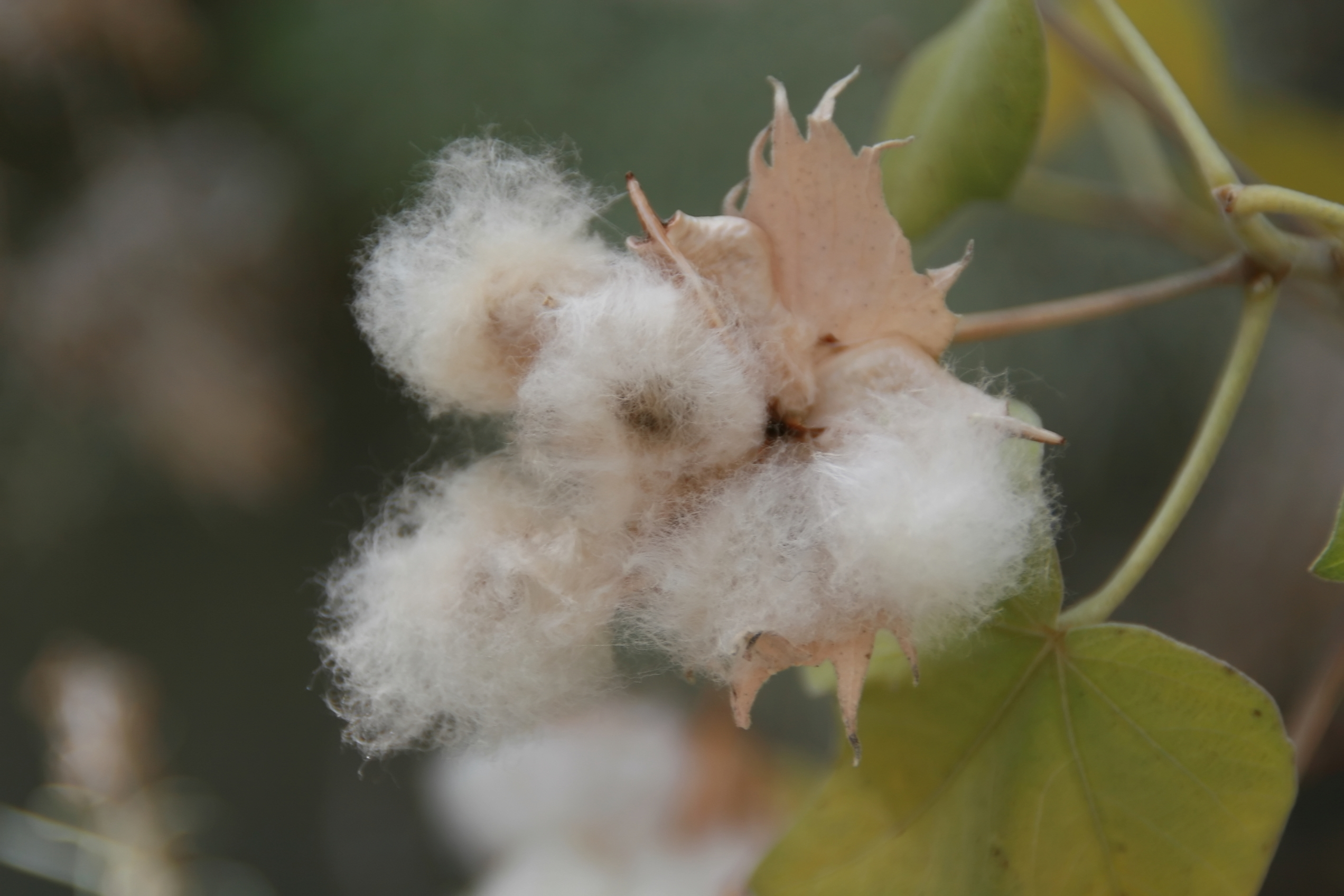
Behaard katoenzaad van Gossypium tomentosum
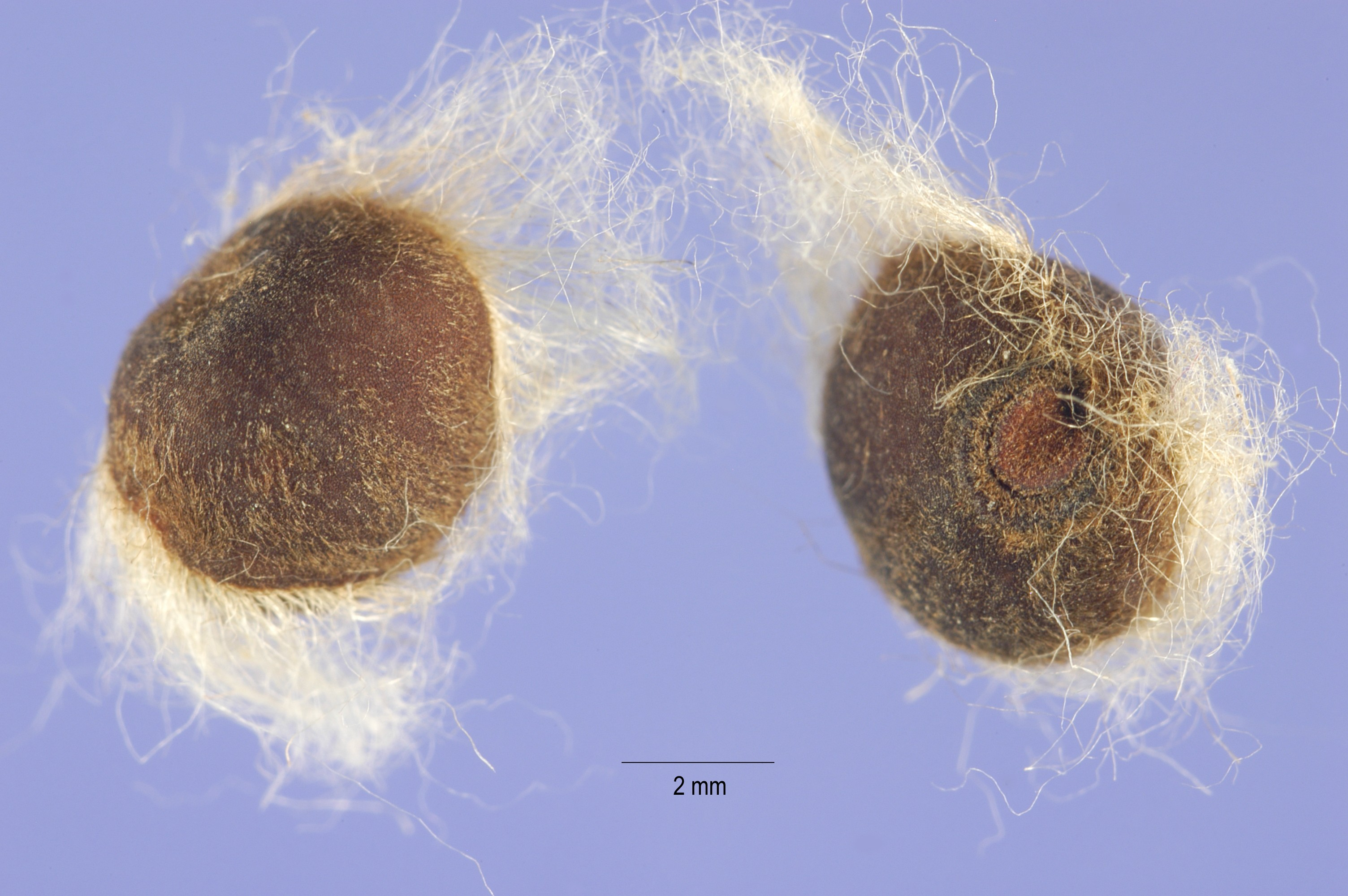
Behaarde zaden van kairowinde
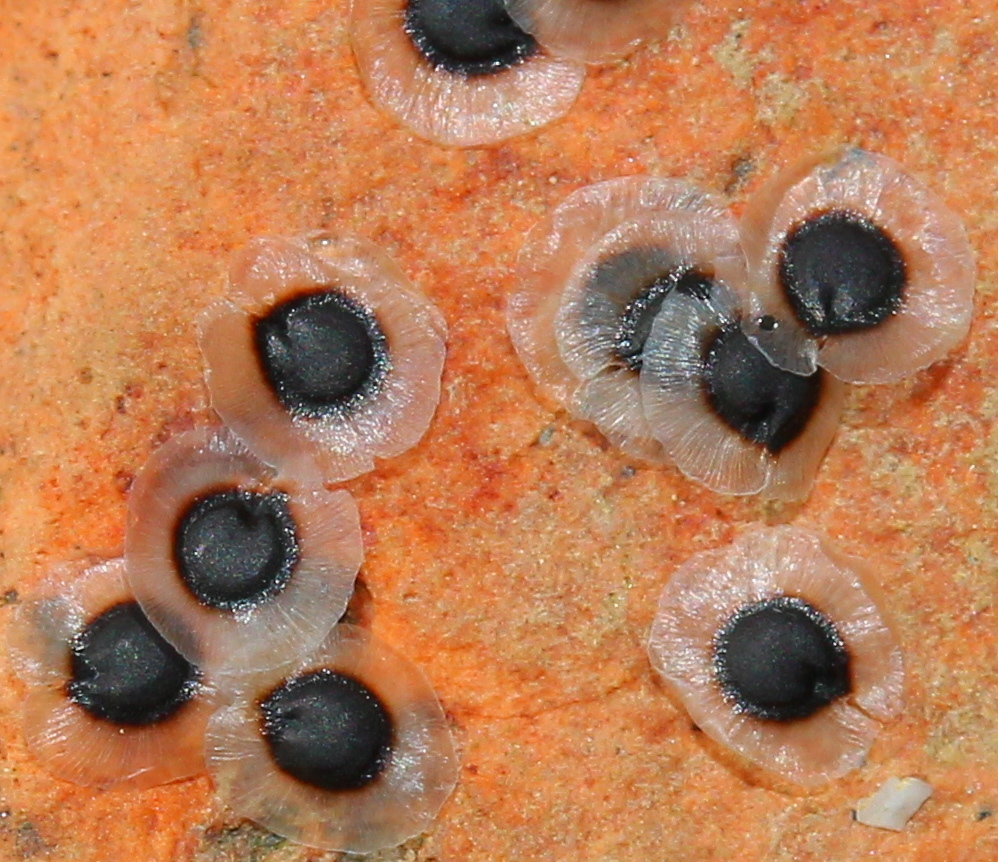
Vleugels bij zaad van vijfhelmige spurrie
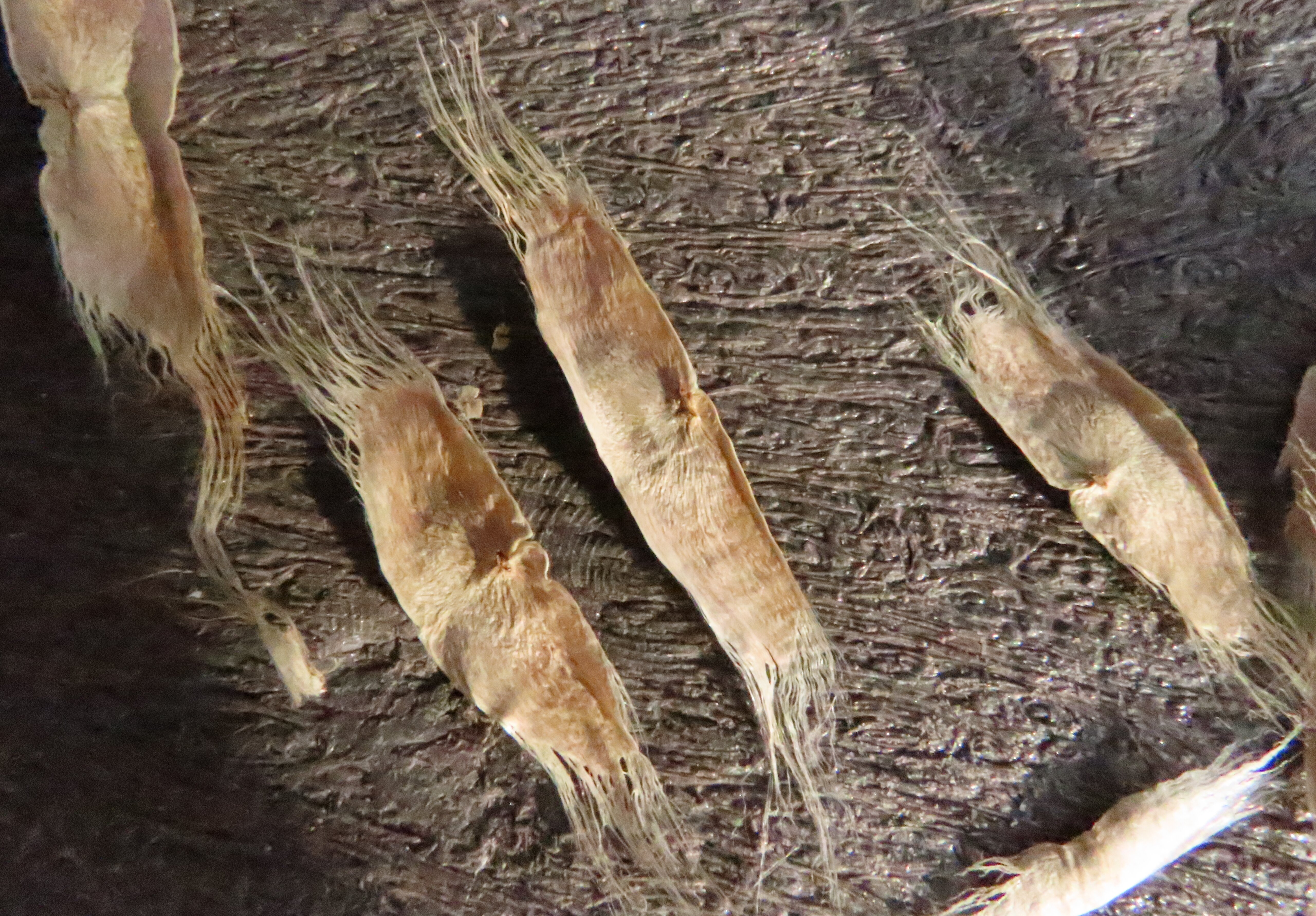
Vleugels bij zaad van groene trompetboom
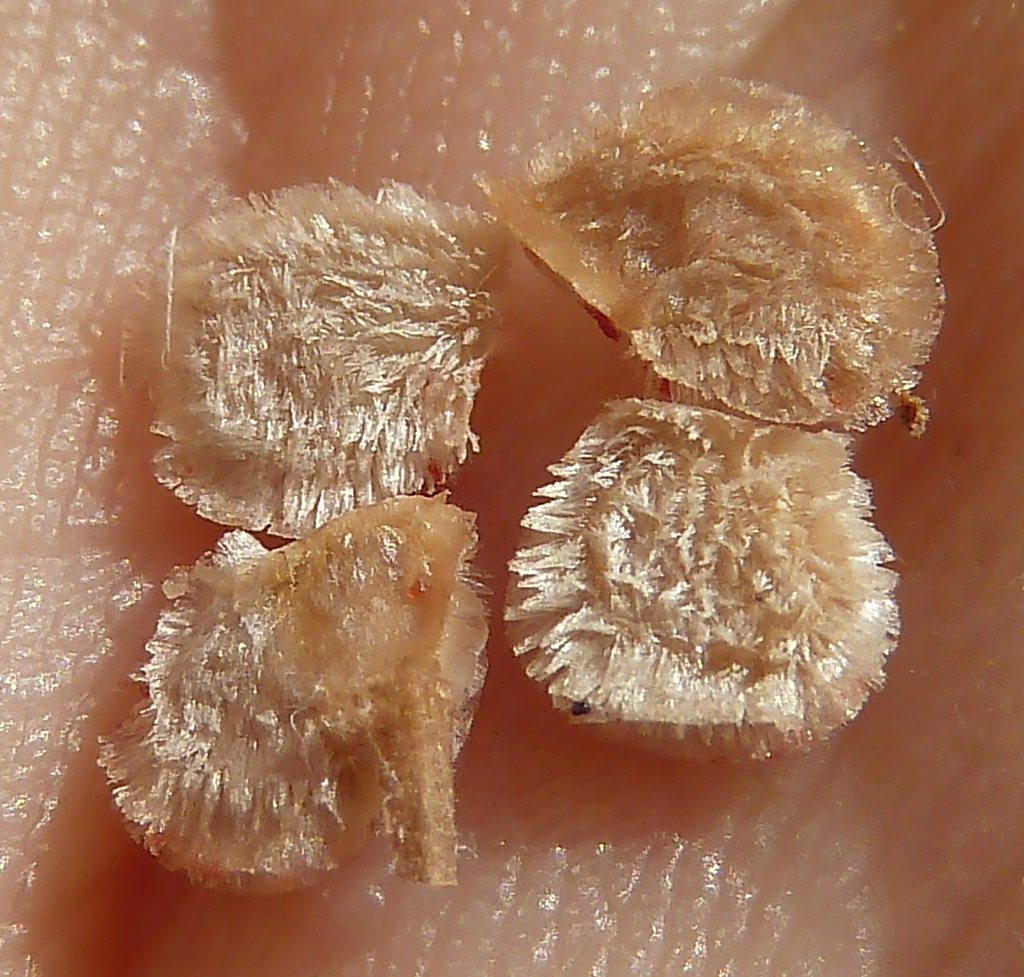
Tomatenzaden
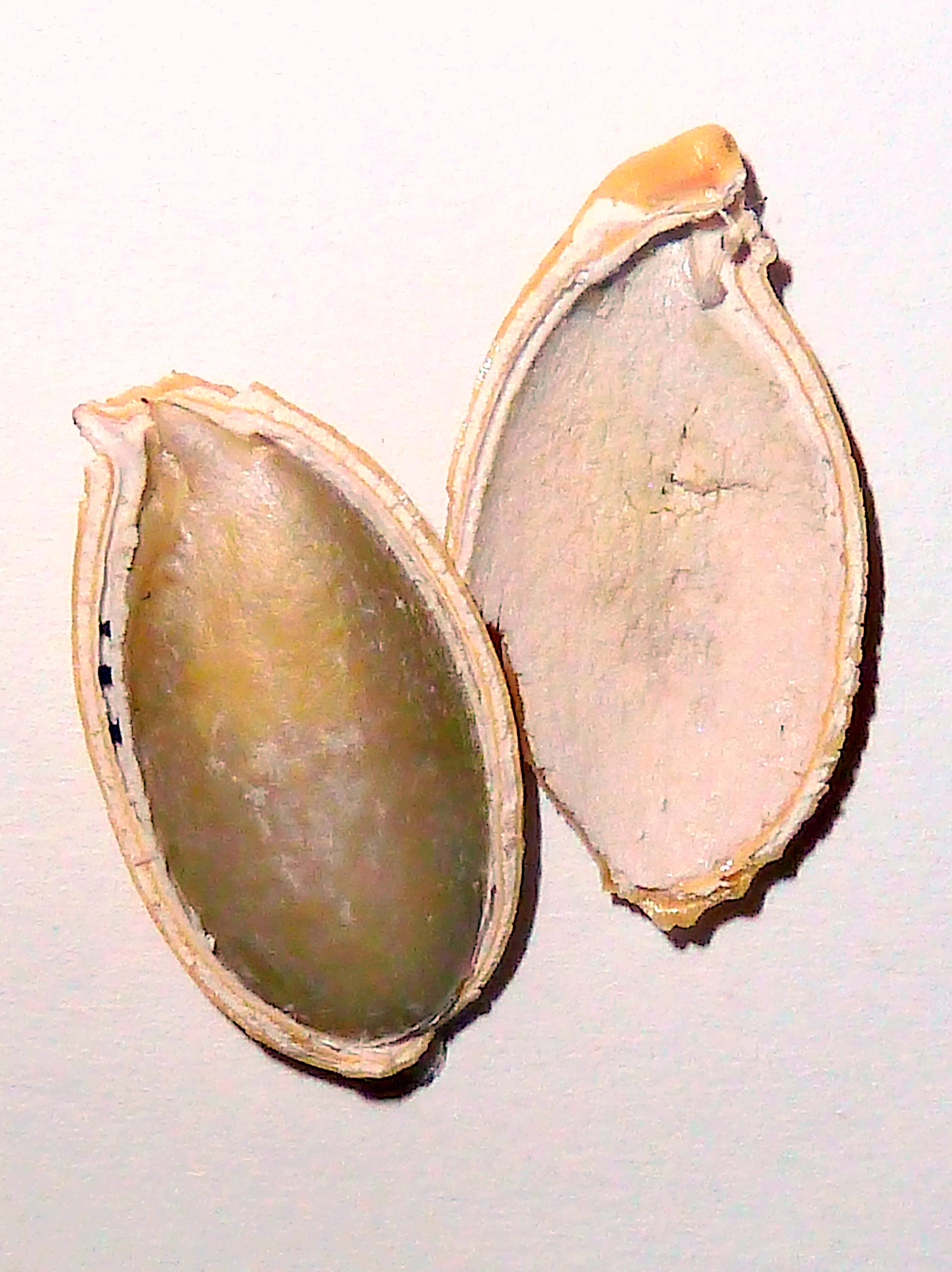
Doorgesnede zaad van reuzenpompoen met tegmen (binnenste laag zaadhuid) en testa (buitenste laag zaadhuid)